# 八百谷冷泉
八百谷 冷泉（やおたに れいせん、1887年11月8日 - 1959年6月1日）は、日本画家。
明治20年（1887年）、鳥取県鳥取市職人町にて、左官職の父甚平、母・わさの長男として生まれた。遷喬小学校を卒業し中住道雲に師事し「起雲」を号した。大正4年（1915年）上洛し山本春挙の画塾「早苗会」に入る。大正7年（1918年）画号を「其雲」に改め第12回文展に入選する。大正10年（1921年）結婚。大正13年（1924年）代表作「孔雀」を製作。昭和9年、大阪美術学校助教授に就任（のち教授）。同年画号を「大樹」に改める。昭和12年（1937年）矢野橋村、小杉放庵、福田平八郎、菅楯彦らと「墨人会」を結成。昭和16年（1941年）枚方に転居。昭和19年（1943年）軍医となった長男がラバウルで戦死。同年神経痛のため家族を残して単身鳥取へ帰郷する。画号を「冷泉」と改める。昭和20年（1945年）長通寺（現鳥取市国府町）に滞在を申し入れ以降10年間寄寓することになる。吉田璋也らの鳥取文化財協会に参画。昭和32年（1957年）大阪府箕面市に移住。昭和34年（1959年）逝去。墓所は京都市伏見区風呂屋町の三宝寺。
長通寺滞在中に寺院の襖絵をお礼として揮毫を約し、日本海の冬を描いた本堂16枚の大作「大波涛」を昭和24年に完成させ、その他数多くの襖絵・屏風を残した。長通寺は別名「冷泉寺」とも呼ばれている。
因幡万葉歴史館『八百谷冷泉―ふるさと鳥取に残した足跡―』年表より抄録し他の参考文献を参照し一部加筆した。